# 메갈라야주
메갈라야주(영어: Meghalaya, 힌디어: मेघालय)는 인도 북동부에 위치한 주로 주도는 실롱이며 인구는 2,175,000명(2000년 기준), 면적은 22,429km2이다. 주의 이름은 힌디어와 산스크리트어로 "구름의 집"을 뜻한다.
메갈라야 주에 위치한 마을인 체라푼지는 세계에서 연간 강수량이 가장 높은 마을로 알려져 있다. 북쪽으로는 아삼 주와 접하며 남쪽으로는 방글라데시와 국경을 접한다.
2018년 7월 국제층위학위원회(ICS)는 홀로세(Holocene)를 세 단계의 시기로 나누면서 메갈라야 주에 있는 동굴(Mawmluh cave)에 있는 기원전 2250년에 일어난 대규모의 기후 변화를 기록한 석순을 표준층서로 선택했기 때문에 가장 최근의 홀로세 시대를 메갈라야기라고 이름 붙였다.

## 인구
| 연도                  | 인구      | ±%     |
| --------------------- | --------- | ------ |
| 1951                  | 606,000   | —      |
| 1961                  | 769,000   | +26.9% |
| 1971                  | 1,012,000 | +31.6% |
| 1981                  | 1,336,000 | +32.0% |
| 1991                  | 1,775,000 | +32.9% |
| 2001                  | 2,319,000 | +30.6% |
| 2011                  | 2,964,007 | +27.8% |
| 출처: Census of India |           |        |

## 경제
전체 노동력의 2/3를 차지하지만 총생산의 1/3에 불과한 메갈라야 주의 1차산업은 생산성이 낮기에 국내 다른 지역에서 식품을 사들인다. 2차산업은 발달하지 못했다.
2012년 메갈라야의 총생산은 1617억 3천만 루피(23억 불)였다. 인도준비은행에 의하면 2012년 메갈라야 주 인구의 12%가 최저 빈곤선 아래의 생활을 하고 있다. 주 농업 인구의 12.5%, 도시 인구의 9.3%가 최저 빈곤선 아래의 생활을 하고 있다.